# Captain Jack
Captain Jack — німецький музичний дует, що спеціалізується на музиці євроденс. Його оригінальними учасниками були Шаркі (англ. Sharky Durban), якого досить швидко замінив Франсиско Алехандро Гутьєррес (ісп. Francisco Alejandro Gutierrez), сценічний псевдонім Френкі Джі (англ. Franky Gee), і Ліза Да Коста (Liza Da Costa) (замінена в 1999 році Малою Лосаньєс, пізніше в 2001 році в гурт прийшла Ілка-Анна-Антонія Трауе (англ. Ilka-Anna-Antonia Traue), сценічний псевдонім Illi Love).

## Стиль
Гурт Captain Jack (і зокрема Френкі Джі) був стилізований під військову форму. Костюм Френкі складався з уніформи стилізованого офіцера, з червоним кашкетом, заснованої на формі американських морських піхотинців. Весь його інший одяг був розроблений також за прикладом американської парадної форми офіцерів. Народився він на Кубі 19 лютого 1962 року. Разом з батьками він переїхав до США і оселився в Маямі. Він мріяв стати пілотом і навчався в одному з коледжів Маямі. Однак через якийсь час стався великий страйк у цьому коледжі, і багато студентів пішли звідти, в їх числі був і Френкі. Його батьки не були багатими, і тому йому довелося шукати заробіток, щоб хоч якось забезпечити свою сім'ю. Найлегшим способом було рішення піти в армію, що він і зробив. У 1988 році його загін був посланий в Німеччину. Після закінчення своєї служби в армії США, Френкі вирішив залишитися в Європі, де він і почав свою музичну кар'єру. Френкі вибрав такий стиль із-за своєї служби в армії США. Концепція успіху групи Captain Jack дуже оригінальна: Френкі Джі і Ліза Да Коста завжди виступали у військовій формі. Група заробила багато нагород по цілій Європі.
17 жовтня 2005 під час прогулянки з сином в Іспанії у Френкі стався інсульт. Лікарі сказали, що пошкодження було фатальним, і Френкі помер у суботу 22 жовтня 2005, після п'ятиденного перебування в комі. Майбутні доходи від продажу альбому Greatest Hits Captain Jack, який планувався до смерті Френкі, було передано його сину Френкі-молодшому. У 2008 році гурт Captain Jack відновив свою діяльність в новому складі.

## Альбоми
- The Mission (1996)
- Operation Dance (1997)
- The Captain's Revenge (1999)
- Top Secret (2001)
- Party Warriors (2003)
- Cafe Cubar (2004)
- Music Instructor (2005)
- Captain Jack is Back (2008)
- Back to the Dancefloor (2010)